# 广东广播电视台4K超高清频道
广东广播电视台4K超高清频道（4K超高清）是广东广播电视台拥有的一条4K超高清电视频道，为中国大陆首个省级4K频道。

## 频道历史

### 广东影视4K时期
频道前身为2017年11月启播的广东广播电视台4K超高清试验频道（广东影视4K），以广东影视频道的4K版本为名播出，但频道播出内容与标清版广东影视没有任何关联。
2017年11月底，广东广播电视台在广东有线IPTV开播一条4K超高清试播频道。该频道使用廣東電視台旧台標，在台標底下加上“影视”字樣。
2017年11月30日，广东广播电视台宣布该台将升级为广东首个采用4K技术标准播出的电视频道，并将于12月20日更换台标为“广+影视”。
2017年12月12日该频道整个台标变为红色，台标右方加上“广东影视”字样，台标字体模式如同“广东卫视”，并在画面右上角会有“4K”+“超高清”双字样。2017年12月23日晚上18点4K超高清开始播出节目，但4KUHD频道目前依然右上角角标旁左边挂上“试播”字样。
2018年7月6日，该频道完成播出试验并停播。

### 广东综艺4K时期
2018年9月11日，国家广电总局同意广东广播电视台综艺频道调整为4K超高清方式播出，而不是此前公布的广东影视频道。2018年9月底，广东广播电视台4K综艺频道在停播的广东影视4K频点上开始测试播出。
2018年10月12日，该频道正式启播。标清版广东综艺频道在同日稍早前停播。

### 4K超高清时期
2022年11月22日，国家广电总局批复同意本频道呼号变更为广东广播电视台4K超高清频道。2023年2月21日，频道正式更名。

## 播出节目
该频道主要播出4K花园公司自制或外购的4K节目。在频道播出前期，该频道每天播出6小时新节目，共轮播4次。后因节目数量增多而逐渐取消轮播形式。
该频道虽以“广东综艺”为名，但原标清版播出的节目并未在此频道播出。

### 综艺类
- 《一起开心吧》（亦于民生频道播出）
- 《爱宠笑园》
- 《真系好好笑》
- 《健康开麦》

### 文化类
- 《今日有段古》

### 服务类
- 《律师有嘢讲》
- 《举案说法》

### 访谈类
- 《茶余饭后》
- 《了不起的大湾区》

### 纪录片

#### 自制类
- 《通海夷道——丝路上的岭南文化》
- 《老广的味道（第四季）》
- 《粤港澳大湾区》

### 娱乐、生活、时尚类节目
- 《极致美味》
- 《极致美妆》
- 《4K超现场》（播出各类明星演唱会）
- 《致真瑜伽》

### 体育
- 中国男子篮球职业联赛

### 动画片
- 开心宝贝

### 电视剧
- 我的岳父会武术
- 七十二家房客

### 晚會
- 江山多嬌少兒詩會盛典

## 主持人
- 曾文瀚
- 朱天华
- 李希
- 王蕙华（泱泱）